# Antonia Delaere
Antonia Delaere (Antwerpen, 1 augustus 1994) is een Belgisch basketbalspeelster. Ze speelt als shooting guard.

## Carrière
Ze speelde van 2010 tot 2015 bij BBC Kangoeroes Boom. Het seizoen 2015-2016 trad ze aan bij BC Namur Capitale. Van 2016 tot 2019 speelde ze voor Castors Braine.
In 2019 maakte ze de overstap naar het Franse Nantes Rezé Basket , dit seizoen werd vroegtijdig gestaakt door de CORONA-epidemie. 
Voor het seizoen 2020 maakte ze de overstap naar de Spaanse LF endesa en speelde voor IDK Euskotren in San Sebastian. Met deze ploeg haalde ze de kwartfinale van Copa De La Reina. Volgende clubs waren Casademont Zaragoza in 2021-2022 en Umana Reyer Venezia in het daaropvolgende seizoen. In 2023-2024 speelt ze opnieuw in Spanje, bij CB Avenida uit Salamanca.
Sinds 2011 is ze lid van het Belgisch nationaal basketbalteam, de Belgian Cats. Met de Cats behaalde ze op Eurobasket 2017 en 2021 een bronzen medaille en in 2023 en 2025 wonnen ze de Europese titel. In 2018 haalde ze ook een onverwachte 4de plaats op het WK in Tenerife.
Van 2008 tot 2014 was ze ook actief bij de U16, U17, U18 en U20 van het nationaal team.

## Privéleven
Delaere heeft een relatie met basketbalcoach en voormalig basketballer Tom Van den Bosch.

## Carrière
- 2010-2015:  BBC Kangoeroes Boom
- 2015-2016:  BC Namur Capitale
- 2016-2019:  Castors Braine
- 2019-2020:  Nantes Rezé Basket
- 2020-2021:  IDK Euskotren
- 2021-2022:  Casademont Zaragoza
- 2022-2023:  Umana Reyer Venezia
- 2023-2024:  CB Avenida